# Babette Mondry
Babette Mondry (* 1966 in Braunschweig)  ist eine Kirchenmusikerin und Konzertorganistin.

## Leben
Babette Mondry studierte Kirchenmusik an der Hochschule für Musik und Theater Hannover. Sie ergänzte ihre Ausbildung mit dem Konzertdiplom bei Guy Bovet an der Musikakademie der Stadt Basel. Sie besuchte Meisterkurse bei Montserrat Torrent, Harald Vogel, Gerd Zacher und Marie-Claire Alain. Von 1999 bis 2015 war sie Organistin an der Peterskirche in Basel. 2015 sprach die Evangelisch-reformierte Kirche Basel-Stadt wegen „gravierender Zerwürfnisse“ die Kündigung aus. Aus Protest über die Entlassung der Organistin trat Hartmut Ragusa, emeritierter Titularprofessor der Universität Basel für Theologie, aus der reformierten Kirche aus. Seit 2017 ist Mondry an der Stadtkirche in Thun tätig.  Sie lehrt die Fächer Klavier und Orgel an der Musikschule in Dornach.  2015 bis 2019 wirkte sie bei den Cours d’Interpretation d’Orgue de Romainmôtier in der Kursleitung mit.

## Tondokumente
- Werke von Alain und Boëllmann. Orgel von Albert Alain im Kloster Romainmôtier. CD, Gallo 2006.
- Puer natus in Bethlehem. Orgel der Peterskirche in Basel. CD, Gallo 2012.
- Felix Weingartner: Symphonie Nr. 7. Mit dem Radio-Sinfonieorchester Basel. CPO 2012.
- Orgelfestival im Stadtcasino Basel 2020. CD. Gemeinsam u. a. mit Vincent Dubois, Olivier Latry, Iveta Apkalna, und Martin Sander. Claves 2020.